# Вілледж-Грін-Грін-Ридж (Пенсільванія)
Вілледж-Грін-Грін-Ридж (англ. Village Green-Green Ridge) — переписна місцевість (CDP) в США, в окрузі Делавер штату Пенсільванія. Населення — 8000 осіб (2020).

## Географія
Вілледж-Грін-Грін-Ридж розташований за координатами 39°51′49″ пн. ш. 75°25′33″ зх. д. / 39.86361° пн. ш. 75.42583° зх. д. (39.863654, -75.425754).  За даними Бюро перепису населення США в 2010 році переписна місцевість мала площу 4,84 км², уся площа — суходіл.

## Демографія
Згідно з переписом 2010 року, у переписній місцевості мешкали 7822 особи в 3021 домогосподарстві у складі 2169 родин. Густота населення становила 1614 осіб/км².  Було 3105 помешкань (641/км²).
Расовий склад населення:
| - 96,6 % — білих - 1,4 % — чорних або афроамериканців - 0,7 % — азіатів - 0,1 % — корінних американців |

До двох чи більше рас належало 0,9 %. Частка іспаномовних становила 1,8 % від усіх жителів.
За віковим діапазоном населення розподілялося таким чином: 21,6 % — особи молодші 18 років, 60,7 % — особи у віці 18—64 років, 17,7 % — особи у віці 65 років та старші. Медіана віку мешканця становила 43,1 року. На 100 осіб жіночої статі у переписній місцевості припадало 94,9 чоловіків;  на 100 жінок у віці від 18 років та старших — 92,5 чоловіків також старших 18 років.
Середній дохід на одне домашнє господарство  становив 78 832 долари США (медіана — 67 204), а середній дохід на одну сім'ю — 94 451 долар (медіана — 85 862). Медіана доходів становила 58 452 долари для чоловіків та 48 717 доларів для жінок. За межею бідності перебувало 1,2 % осіб, у тому числі 0,0 % дітей у віці до 18 років та 2,5 % осіб у віці 65 років та старших.
Цивільне працевлаштоване населення становило 3660 осіб. Основні галузі зайнятості: освіта, охорона здоров'я та соціальна допомога — 23,8 %, роздрібна торгівля — 12,0 %, виробництво — 11,6 %.